# Gare de Sokal
 (avril 2023).
Si vous disposez d'ouvrages ou d'articles de référence ou si vous connaissez des sites web de qualité traitant du thème abordé ici, merci de compléter l'article en donnant les références utiles à sa vérifiabilité et en les liant à la section « Notes et références ».
La gare de Sokal (en ukrainien : Сокаль (станція) est une gare ferroviaire située dans la ville de Sokal de l'oblast de Lviv, en Ukraine.

## Situation ferroviaire
La gare est exploitée par Lviv Railways, partie de Ukrzaliznytsia.

## Histoire
Elle date de 1887.

## Service des voyageurs

### Accueil
La gare possède huit voies et deux quais.